# Kim Taek-soo
Pour les articles homonymes, voir Kim.
Dans ce nom coréen, le nom de famille, Kim, précède le nom personnel Taek-soo.
Kim Taek-soo né le 25 mai 1970 est un pongiste sud-coréen. Il a remporté une médaille de bronze aux Jeux olympiques d'été de 1992 dans les catégories simple et double messieurs.
En 2010, il a été annoncé qu'il succéderait à Yoo Nam-Kyu en tant qu'entraîneur-chef de l'équipe nationale de tennis de table de Corée du Sud.
Il a épousé l'archère Kim Jo-sun en 2000.